# Пречистенська вежа (Богородицька)
Пречи́стенська ве́жа (рос. Пречистенская башня) — незбережена чотирикутна проїжджа вежа в східній частині Новгородського дитинця. Востаннє збудована в кінці XV століття. Через вежу був проїзд на Великий Волховський міст з Софійського боку на Торгову, нині на місці вежі — арка з виходом на Пішохідний міст через Волхов, а за декілька метрів на північ — Дзвіниця Софійського собору.
За даними 1626 року, башта була внутрішнім розміром 13,6 × 2,9 м. Над брамою був написаний образ Пречистої Богородиці з Предвічним Немовлям, а вище над вежею височів набатний дзвін.

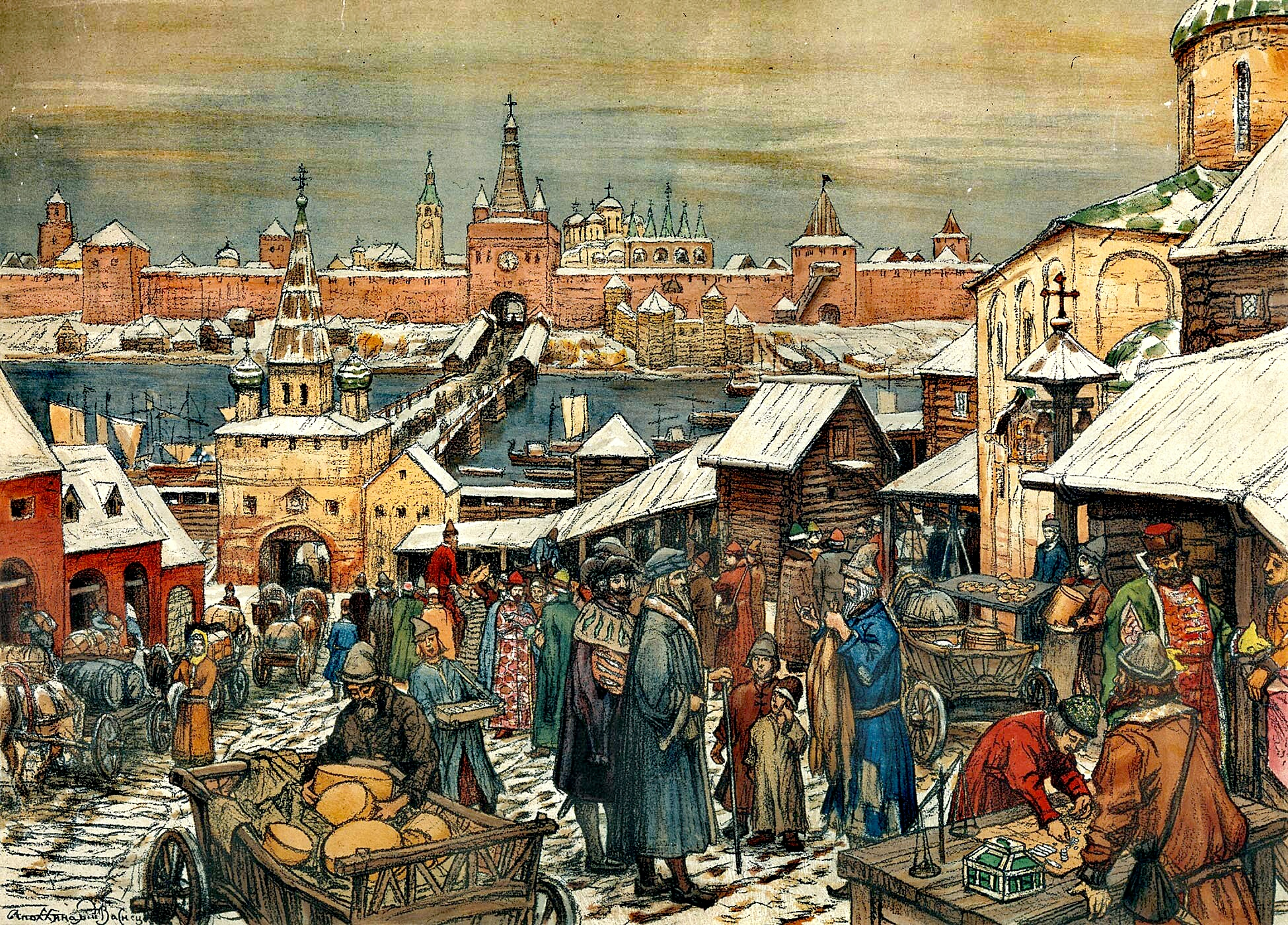
«Новгородський торг» — картина Аполлінарія Васнецова. На задньому плані біля мосту — Пречистенська вежа.

Назва вежі походить від надбрамної Пречистенської церкви 1195 року. На початку XIV століття вежа ймовірно перебудовувалася, а споруджена знову на колишньому місці в кінці XV столітті. Вежа (стрельниця) у Богородицькій надбрамній церкві згадана в літописі під 1490 роком. У 1665—1667 рр., коли у верхній частині вежі надбудували палату для годинників, вежу вінчали три дерев'яних шатри.
У 1686 році у вежі сталася пожежа, і після відновлення за проектом С. Л. Єлфімова у 1697-1700 роках, вежу вінчали вже п'ять кам'яних наметів, на вершині центрального намету був встановлений Двоголовий орел, на чотирьох інших малих наметах — прапори з прорізаним профілем орлів.
7 травня 1745 року вежа й надбрамна церква обвалилися. Був проект відновлення зруйнованої будови, але його не виконано, руїни розібрано того ж 1745 року. Нинішня цегляна проїзна Пречистенська арка побудована на місці розваленої вежі в XIX столітті.